# Go Min-si
Go Min-si (* 15. Februar 1995 in Seoul) ist eine südkoreanische Schauspielerin.

## Leben
Go Min-sis erste Rolle war in der dritten Staffel der Webserie 72 Seconds im Jahr 2016. Im gleichen Jahr gewann sie einen Preis bei einem Kurzfilmfestival für ihren Film Parallel Novel, bei dem sie Regie führte und selbst mitspielte. Ihre Fernsehkarriere begann in der Serie My Sassy Girl, die auf dem gleichnamigen Film basiert. Ihre erste größere Filmrolle hatte sie 2018 an der Seite von Kim Da-mi in The Witch: Subversion.
2019 spielte sie eine Nebenrolle als Schwester des Protagonisten in dem Kriegsfilm The Battle: Roar to Victory. Außerdem spielte sie eine größere Nebenrolle in der Netflix-Serie Love Alarm.
2020 wird sie in dem Netflix-Drama Sweet Home mitspielen, einer Adaption des gleichnamigen Webtoons von Hwang Youngchan und Kim Carnby.
2021 spielte sie die Hauptrolle in Youth of May. An ihre Seite Lee Do-Hyun mit den sie schon in der Serie Sweet Home als Geschwister vor der Kamera standen.

## Filmografie

### Filme
- 2016: Parallel Novel (Kurzfilm, auch Regie)
- 2018: Cheese in the Trap
- 2018: The Witch: Subversion (마녀)
- 2019: The Battle: Roar to Victory (봉오동 전투)

### Fernsehserien
- 2017: My Sassy Girl (엽기적인 그녀 Yeopgijeogin Geunyeo)
- 2017: Hello, My Twenties! (2. Staffel)
- 2017: Meloholic (멜로홀릭)
- 2018: Willkommen in Waikiki (으라차차 와이키키)
- 2018: Live (라이브)
- 2018: Drama Special: Forgotten Season
- 2018: The Smile Has Left Your Eyes (늘에서 내리는 일억개의 별)
- 2019: Love Alarm (좋아하면 울리는)
- 2019: Secret Boutique (시크릿 부티크)
- 2020: Sweet Home (스위트홈)
- 2024: The Frog (아무도 없는 숲속에서)

### Fernsehshow
- 2024: Jinnys Küche – Staffel 2 auf Amazon Prime Video